# La batalla de Marató
La batalla de Marató (títol original en italià: La battaglia di Maratona) és una pel·lícula franco-italiana de Jacques Tourneur estrenada el 1959. Ha estat doblada al català.

## Argument
El 490 aC Fidipides, vencedor dels jocs olímpics, és nomenat cap de la Guàrdia Sagrada d'Atena. S'enamora d'Andromeda, la filla d'un dignatari atenès, però és promesa a Teocrit, un aristòcrata ambiciós i murri que maquina la tornada al poder del tirà Hippias refugiat amb Darios I, rei dels perses.

## Repartiment
- Steve Reeves: Fidipides
- Mylène Demongeot: Andromeda
- Sergio Fantoni: Teocrit
- Daniela Rocca: Karis
- Philippe Hersent: Cal·límac (general atenès)
- Alberto Lupo: Milcíades el Jove
- Daniele Vargas: Darios I el Gran, rei dels perses
- Ivo Garrani: Cresus, el pare d'Andromeda
- Gian Paolo Rosmino: el gran sacerdot
- Miranda Campa: la Serventa de Karis
- Franco Fantasia: el Senador
- Ignazio Balsamo: el capità del vaixell
- Anita Todesco: l'amiga d'Andromeda

## Producció
- Jacques Tourneur no ha dirigit completament aquesta pel·lícula, el seu contracte de deu setmanes va vèncer abans de la fi del rodatge. Va precisar d'altra banda:

| « | Per la fotografia, teníem un home extraordinari, Mario Bava, que ha fet una foto esplèndida i també maquetes excel·lents, les millors que mai no he vist. | » |

- Tourneur va dirigir les principals escenes dialogades, però no algunes escenes d'acció com la carrera de Fidipedes, les escenes submarines o la batalla naval. Per no haver de continuar pagant-lo, el productor Bruno Vailati va decidir de realitzar ell mateix les escenes de la carrera i de la batalla naval, i va confiar les escenes submarines a Mario Bava.[3]

## Al voltant de la pel·lícula
- Aquesta pel·lícula va obtenir un immens èxit als Estats Units. El 1960, se situava 3a al box-office americà darrere  L'apartament de Billy Wilder. Però per això, no sense incongruència. Mylène Demongeot es recorda sobretot d'un pla:

| « | L'heroi, el nostre Steve, és perseguit pels seus atacants. Grimpa tot dalt d'una muntanya i comença amb esforços terribles a empènyer gruixudes roques i gronxar-les sobre els seus enemics que s'han de desplomar, aixafats. Es veurà doncs en la imatge una enorme roca (de balsa, fusta molt lleugera), empesa per Steve, tot regalimant per l'esforç Baby Oil , baixar la muntanya amb un grunyit terrible, caure sobre el cap d'un soldat i...rebotar graciosament com una pilota de ping-pong! És gran! | » |